# الاستجابات الزمنية للدارات الرقمية
الاستجابة الزمنية لدارة رقمية هي عبارة عن رسم بياني الذي يظهر العلاقة بين نبضة الدخل ونبضة الخرج لدارة رقمية.
حيث كلما كان الانتشار أقصر كلما كانت الدارة أسرع.
و الاستجابة الزمنية في الدارة العملية تأخذ شكلاً مغايراً عند الانتقال من الحالة 1 إلى الحالة 0 أو بالعكس حيث أن الانتقال لا يكون آنياً، بل يأخذ زمناً هو : عند الصعود من 0 إلى 1 tPHL، وعند الهبوط من 1 إلى 0 tPLH كما في الشكل:(الاستجابة الزمنية لدارة العاكس بوجود التأخير الزمني بالانتشار)
حيث يتعلق زمن الصعود والهبوط بالحمل الموصول على خرج الدارة.
كمثال ندرس الدارة التالية :
باعتبار زمن الانتشار للبوابات هو tp=20 ns فيكون المخطط الزمني ل F : (بإهمال زمني الصعود والهبوط)
لتكن الدارة التالية:
نرسم المخطط الزمني من أجل A=B=1 باعتبار زمن الانتشار للبوابة tp=10 ns :
مخطط F يدون تأخير زمني :
مخطط F مع تأخير زمني :
بالتحليل يظهر لدينا حالة غريبة في الدارة هي حالة الخطر (Hazard Race).
لحل هذه المشكلة نأخذ جدول كارنوف ل F :
| 10 | 11 | 01 | 00 | C AB |
| -- | -- | -- | -- | ---- |
| 0  | 0  | 1  | 0  | 0    |
| 1  | 1  | 1  | 0  | 1    |

F=AB' + BC
حيث أخذنا الطوق بين الواحدين الذين تكمن المشكلة بينهما للتخلص من هذه المشكلة، وبالتالي يصبح التابع :
```
F=AB' + BC + AC 
```

فتصبح لدينا الدارة عديمة الأخطاء كالتالي: